# Shameless (canção de Camila Cabello)
"Shameless" é uma canção da cantora cubana-mexicana Camila Cabello, lançada em 5 de setembro de 2019 como segundo single de seu segundo álbum de estúdio, Romance (2019), ao lado de "Liar".

## Antecedentes
Em 1 de setembro de 2019, Cabello publicou um teaser de um próximo projeto intitulado Romance. O primeiro capítulo está programado para ser lançado em 5 de setembro de 2019. Nos dias seguintes, ela enviou várias fotos representando a arte da capa de duas músicas intituladas "Shameless" e "Liar". Ela finalmente revelou a arte da capa oficial da música em 4 de setembro de 2019.

## Composição
"Shameless" é uma música power pop-punk com um toque sombrio. A música foi escrita por Camila Cabello, Alexandra Tamposi, Andrew Wotman, Jonathan Bellion, Jordan Johnson e Stefan Johnson. A música dura três minutos e trinta e nove segundos.
Em termos de notas musicais, "Shameless" foi composta usando um tempo comum na clave de Mi menor com um ritmo moderadamente rápido de 130 batidas por minuto. A música segue a progressão dos acordes de Em-DCG-Am. O alcance vocal de Cabello se estende da nota baixa E3 à nota alta de E5, dando à música um alcance vocal de duas oitavas.

## Vídeo musical
O videoclipe dirigido por Henry Scholfield foi filmado em 12 de agosto de 2019 em Los Angeles. Foi lançado em 5 de setembro de 2019.

## Apresentações ao vivo
Camila tocou a música pela primeira vez no iHeartRadio Music Festival 2019 em 20 de setembro de 2019.

## Créditos
Créditos adaptados da Tidal.
- Camila Cabello - vocais, composição
- Watt - produção , composição, guitarra, teclado, programação
- The Monsters and the Strangerz - produção, teclado, programação
- Alexandra Tamposi - compositor
- Jonathan Bellion - compositor
- Jordan Johnson - compositor
- Stefan Johnson - compositor
- Chris Galland - mixagem
- Manny Marroquin - mistura
- Paul Lamalfa - gravação

## Desempenho nas tabelas musicais
| Tabela musical (2019)                  | Melhor posição |
| -------------------------------------- | -------------- |
| Austrália (ARIA Charts)                | 62             |
| Áustria (Ö3 Austria Top 40)            | 63             |
| Bélgica (Ultratop 50 de Flandres)      | 15             |
| Canadá (Canadian Hot 100)              | 40             |
| Croácia (HRT)                          | 94             |
| Escócia (The Official Charts Company)  | 38             |
| Eslováquia (Singles Digitál Top 100)   | 50             |
| Estados Unidos (Billboard 100)         | 60             |
| Estados Unidos (Mainstream Top 40)     | 27             |
| Estados Unidos (Rolling Stone Top 100) | 54             |
| Grécia (IFPI Grécia)                   | 15             |
| Hungria (Single Top 40)                | 9              |
| Hungria (Stream Top 40)                | 23             |
| Irlanda (IRMA)                         | 36             |
| Lituânia (AGATA)                       | 20             |
| México (Billboard Mexico Airplay)      | 37             |
| Nova Zelândia (RMNZ)                   | 12             |
| Portugal (AFP)                         | 52             |
| Reino Unido (UK Singles Chart)         | 50             |
| Singapura (RIAS)                       | 23             |
| Suécia (Sverigetopplistan)             | 16             |
| Suíça (Schweizer Hitparade)            | 71             |

## Histórico de lançamentos
| Região    | Data                   | Formato                    | Gravadora               | Ref.   |
| --------- | ---------------------- | -------------------------- | ----------------------- | ------ |
| Mundo     | 05 de setembro de 2019 | Download digital streaming | Epic Records Syco Music | [ 39 ] |
| Austrália | 6 de setembro de 2019  | Contemporary hit radio     | Epic Records Syco Music | [ 40 ] |